# Georg Hygen
Georg Hygen (6 de agosto de 1908, Kristiania - 13 de diciembre de 1994, ibíd.) fue un botánico, algólogo, y profesor noruego. Sus padres fueron Johannes Hygen (1886-1965) y su esposa Borghild Dahl (1883-1968).
Trabajó como asistente de investigación en el Museo de Bergen, desde 1935 hasta 1940 y luego en la Universidad, como ayudante y becario de investigación, de 1940 a 1945, profesor adjunto de 1946 a 1948 y un asociado 1948-1951. En 1951, realizó su doctorado por la Universidad de Oslo, el mismo año en que fue nombrado profesor de botánica en la Universidad Noruega de Ciencias de la Vida, Facultad de Agricultura (NLH), cargo que ocupó hasta su jubilación en 1976, y escribió varios tratados sobre plantas. Con vigor y entusiasmo comenzó la tarea de reconstruir el departamento, la enseñanza primero y luego las investigacionwa. Fue por su iniciativa que se erigió un laboratorio climático-botánico, en 1965, significando mucho para la investigación.
También fue secretario de la Sociedad Parapsicológica de Noruega y autor de libros de divulgación científica sobre parapsicología. Se involucró en temas sociales como la política de la ciencia, el sistema educativo, la ayuda al desarrollo, la nutrición y la parapsicología.
Se casó con Karen Tank Anker Breien (24 de abril de 1907–17 de octubre de 1988)
Fue director del Norsk botanisk forening, en dos períodos entre 1940 y 1950. También fue editor de la revista de la asociación Blyttia, en 1947, y perteneció al grupo entre desde su inicio en 1943 hasta 1980.

## Algunas publicaciones

### Libros
- 1984. Det skjulte menneske (El hombre oculto). Con Harald K. Schjelderup. Ed. Cappelens Forlag, 373 pp. ISBN 8257403474, ISBN 9788257403478

- 1978. Vitenskapen om det "overnaturlige" (La ciencia de lo "sobrenatural"). Ed. Delphi forl. 60 pp. ISBN 8290279000, ISBN 9788290279009

- 1961. Trekk fra plantefysiologiens utvikling 1939-59. Ed. Universitetsforlaget, 157 pp.

- 1953. On the Transpiration Decline in Excised Plant Samples. N.º 1 de Skrifter (Norske videnskaps-akademi. I--Mat.-naturv. klasse) Ed. J. Dybwad, 84 pp.

- 1953. Studies in Plant Transpiration 1. 183 pp.

- 1941. Über eine reversible, in Alkalisalzlösungen Nukleolenverschmelzung bei Micrasterias denticulata Bréb. (Acerca de fusión de nucléolos reversibles en soluciones salinas alcalinas de Micrasterias denticulata Bréb.) Bergens Museums årbok 1, Bergens Museum. 34 pp.

- 1940. Über die Fähigkeit phototaktischer Bewegung bei den Desmidiaceen (Capacidades de movimiento táctico en Desmidiaceae). Bergens Museums Årbok. Ed. A.S. John Grieg, 35 pp.

## Honores

### Membresías
- 1956: miembro de la Academia Noruega de Ciencias

- miembro de NORAD, y de la junta directiva de 1963 a 1968

- fundador de la Sociedad Nórdica de Fisiología Vegetal, y en 1947, de la revista Physiologia Plantarum

- 1979: galardón de divulgación científica, por la Sociedad Nórdica de Fisiología Vegetal[2]
- La abreviatura «Hygen» se emplea para indicar a Georg Hygen como autoridad en la descripción y clasificación científica de los vegetales.[3]